# 高燦興
高燦興（1945年7月11日—2017年4月4日），出生於台北市，台灣鋼鐵雕塑家。

## 生平
出生於臺北市，1963年畢業於省立臺北師範學校（即今國立臺北教育大學），1969年畢業於國立臺灣藝專（即今國立臺灣藝術大學）美術科雕塑組，畢業後，從事專業創作。2004年取得美國密蘇里州芳邦大學（Fontbonne University）藝術碩士。曾任教於新北市國泰國小，台北市雙園國中，台北市泰北高中（1980），東海大學美術系及2006年應聘（專任）於國立臺灣藝術大學雕塑系〈所〉。2017年4月4日清明節，於臺北市立美術館展出其個人回顧展之際，因食道癌導致敗血症病逝。

### 個人榮譽
2010年 獲文建會第十屆文馨獎『金獎』
2002年 獲台北西區扶輪社藝術工作類職業成就獎
2001年 接受委託創作二高後續雲嘉段中埔交流道公共藝術
2001年 接受委託創作台北市立內湖高中公共藝術
2000年 獲第23屆吳三連獎
2000年 應聘為國立清華大學駐校藝術家並講授「雕塑的語言」
2000年 接受委託創作行政院公務人力發展中心公共藝術

## 外部連結
- 高燦興 Facebook